# Real Zaragoza Deportivo Aragón
El Real Zaragoza Deportivo Aragón es un equipo de fútbol español, filial del Real Zaragoza, y perteneciente a dicha institución. Fundado originalmente en 1939 bajo el nombre de Racing Club de San José, tras varias transformaciones pasaría a conocerse con su actual denominación. Actualmente compite en Segunda Federación (Grupo II).

## Historia
El Racing Club de San José se fundó en 1939, del popular barrio de San José, de la capital zaragozana. Jugaba sus partidos en el campo de fútbol de San Antonio (antiguamente llamado campo de Comín), campo adjunto al mítico campo de fútbol de Torrero.
Siendo la Unión Deportiva Amistad el filial del Real Zaragoza, los directivos del club maño deciden fundar en 1958 un nuevo club filial llamado Real Zaragoza Club Deportivo Aficionados, que vestía los mismos colores que el Real Zaragoza y fue inscrito en Regional Preferente. Esa misma temporada consiguió ascender a Tercera División.
En la temporada siguiente cambió su denominación a Juventud Club de Fútbol por requisitos federativos (en estos años no podían competir clubes filiales en categorías nacionales con la misma denominación que el club mayor o patrocinador), además de sustituir el pantalón azul por uno rojo. El Juventud compitió a buen nivel durante tres campañas y llegó a jugar una promoción de ascenso a Segunda División frente al Alcoyano (1961/62). A pesar de ello se decidió prescindir para las dos siguientes temporadas del equipo filial, y, aunque se reservó la plaza en la categoría, el club no participó en ninguna competición (temporadas 1962/63 y 1963/64). 
En verano de 1964 el Amistad (que había roto su relación de filialidad en 1961) desapareció. El Real Zaragoza decidió entonces hacer ocupar su plaza en la Tercera División y volvió a inscribir en esa categoría al Juventud, que pasó a denominarse Club Deportivo Aragón y vestía un uniforme completamente blanco con la bandera de Aragón en forma de columna en la parte izquierda de su camiseta.
En la temporada 1966/67 hizo un nuevo cambio de nombre y de uniforme. El Aragón Club de Fútbol usaba camisa azul y pantalón blanco, igual que el equipo mayor. El Aragón se clasificó para la promoción de ascenso a la segunda categoría del fútbol nacional en 1967, donde eliminó al Onteniente C. F. y el Plus Ultra (actual Real Madrid Castilla), y cayó en la final contra el Burgos.
En la temporada 1969/70 no superó el corte establecido por la Real Federación Española de Fútbol (RFEF) y volvió a Regional Preferente. Ascendió el año siguiente, con el nombre de ahora en adelante de Deportivo Aragón, aunque descendió de nuevo y no volvió a la tercera categoría hasta 1976. Después de siete años, en 1983 subió por primera vez a Segunda División B. Dos temporadas después consiguió el mayor éxito del club al lograr el ascenso a Segunda División (temporada 1985/86), única campaña en la categoría de plata hasta la fecha (2016). Después jugó en Segunda B hasta 2006, salvo dos temporadas que volvió a caer en Tercera (1993-94 y 1995-96).
En 1990 la RFEF modificó su Reglamento General en cumplimiento de la Ley del Deporte 10/1990, obligando a los equipos de fútbol profesionales a transformarse en Sociedades Anónimas Deportivas. Esto provocó que clubes hasta entonces con relación de filialidad, o bien se extingan y sean asimilados por los clubes profesionales, quedando integrados en su estructura, o bien abandonen dicha relación con su club patrocinador para continuar siendo clubes independientes. Por ello, el Deportivo Aragón se disolvió en el verano de 1991 y desapareció como club, pasó a ser equipo dependiente y adoptó el nombre de Real Zaragoza Club Deportivo "B", conservando la plaza y la categoría logradas hasta el momento del cambio. Una temporada después, al finalizarse definitivamente el proceso de transformación de su club patrocinador en S. A. D., el filial fue registrado con el nombre de Real Zaragoza, S. A. D."B".
En verano de 2011, después de cinco temporadas en Tercera División, y pese a ser eliminado en la promoción de ascenso, el filial zaragocista volvió a Segunda B tras comprar una plaza vacante a la RFEF por los descensos administrativos en dicha categoría. Dos temporadas después volvió a la Tercera División debido a su mal rendimiento en la categoría de bronce.
El 19 de diciembre de 2013 el Real Zaragoza, en su Junta General de Accionistas, aprobó volver a la antigua denominación del club de Deportivo Aragón (nombre completo: Real Zaragoza Deportivo Aragón). Finalmente en verano de 2015 la Real Federación Española de Fútbol aprobó definitivamente el cambio de nombre a petición de la actual directiva.

### Denominaciones
Como muchos equipos filiales de diversos clubes de fútbol españoles el Deportivo Aragón ha cambiado de nombre durante su historia pasando a denominarse desde su fundación de las siguientes formas:
- Racing Club de San José: (1939-1941) Nombre original.
- Club Deportivo San José: (1941-1948) Tras el Decreto del 20 de diciembre de 1940, todas las sociedades con denominación extranjera tuvieron que castellanizarse.
- Unión Deportiva Amistad: (1948-1964) Fruto de la fusión del Club Deportivo San José con el Club Deportivo Castelar.
- Club Deportivo Aragón: (1964-1966) Reconversión del club, incluida su nueva indumentaria totalmente blanca con la señal de Aragón en vertical.
- Aragón Club de Fútbol: (1966-1970) Acuerdo del Aragón con Real Zaragoza, que asumiría su deuda, pasando el Aragón a ser primer y único filial.
- Deportivo Aragón: (1970-1991) Retorno a la denominación de Deportivo, que a la postre fue la más conocida.
- Real Zaragoza Club Deportivo "B": (1991-1992) Desaparición del nombre y escudo original del Aragón, pasando a adoptar las idénticas del Real Zaragoza.
- Real Zaragoza, S. A. D. "B": (1992-2015) Conversión de la entidad principal en Sociedad Anónima Deportiva (S.A.D.).
- Real Zaragoza Deportivo Aragón: (Desde 2015) Inclusión del nombre de Deportivo Aragón, y desaparición de la sigla filial.

### Línea de tiempo
Para llegar a su actual denominación el Real Zaragoza Deportivo Aragón ha sido producto de varias fusiones:

## Estadio
El Deportivo Aragón juega sus partidos como local en la Ciudad Deportiva del Real Zaragoza, con capacidad para 2500 espectadores. En el Estadio Municipal de La Romareda también ha disputado algunos partidos importantes, como las promociones de ascenso.

## Jugadores
La principal característica del Deportivo Aragón es que en este se encuentran jugadores de la cantera en su último paso hacia el primer equipo del Real Zaragoza, por tanto es una labor formativa la de la plantilla, con jugadores principalmente jóvenes, aragoneses o zaragozanos (aunque no es fundamental su origen como en otras canteras), y formados en las categorías inferiores de la Ciudad Deportiva.
- Los jugadores con dorsales superiores al 26 son, a todos los efectos, jugadores del Real Zaragoza Juvenil

## Entrenadores

### Cronología de los entrenadores
| - [cita requerida] (1939-1958). - Juan Jugo Larrauri (1958-1959). - [cita requerida] (1959-1966). - Juan Jugo Larrauri (1966-1967). - [cita requerida] (1967-1969). - Pedro Lasheras (1969-1970). - [cita requerida] (1970-1971). - José Luis García Traid (1971-1972). - [cita requerida] (1972-1974). - Pedro Lasheras (1974-1975). - Manolo Villanova (1975-1978). - Luis Costa (1978-1981). - Paco García-Verdugo (1981-1982). - Carlos Casaus (1982-1984). - Luis Costa (1984-1985). - Carlos Casaus (1985-1987). | - Pepe Sigi (1987-1989). - Manolo Villanova (1989-1990). - Víctor Fernández (1990-1991). - José Manuel Nieves (1991-1992). - José Luis Iranzo (1992-1993). - José Manuel Nieves (1993). - José María García de Andoin (1994). - Vicente Mayoral (1994-1995). - Luis Costa (1995-1997). - Manolo Villanova (1997-2003). - Jesús Solana (2003-2005). - Pascual Sanz (2005-2008). - Manolo Villanova (2008-2009). - José Aurelio Gay (2009). - Ander Garitano (2010). - Emilio Larraz (2010-2011). | - Juan Eduardo Esnáider (2011-2012). - Álex Monserrate (2012-2013). - Jesús Solana (2013). - Emilio Larraz (2013-2014). - César Láinez (2014-2015). - César Láinez (2015-2017). - Javi Suárez (2017). - César Láinez (2017-2019). - Javier Garcés (2019-2020). - Iván Martínez (2020). - Miki Álvarez (2020). - Iván Martínez (2020-2021). - Emilio Larraz (2021-Act.). |

## Datos del club
| - Temporadas en Segunda División: 1. - Temporadas en Segunda Federación: 3. - Temporadas en Segunda División B: 24. - Temporadas en Tercera División: 40 (28 desde 1965). - Mejor puesto en liga: 18º (temporada 1985-86) en Segunda.a - Participaciones en Copa del Rey: 10. - Debut en Copa del Rey: 66.ª edición (1969-70). - Mejor puesto en Copa del Rey: 3.ª ronda (en 4 ocasiones). - Más partidos entrenados: Villanova (323), Casaús (136), Larraz (124).d - Mayor goleada conseguida: - En casa: Deportivo Aragón 7-1 C. D. Mirandés (1987-88).c - Fuera: U. D. Fraga 0-5 Deportivo Aragón (1987-88).c - Mayor goleada encajada: - En casa: Real Zaragoza "B" 2-8 Valencia C. F. Mestalla (2014-15).c - Fuera: R. C. D. Espanyol "B" 5-0 Real Zaragoza "B" (2014-15).c | - Clasificación histórica de la Segunda División: 144.º. - Clasificación histórica de la Segunda División B: 27.º. - Clasificación histórica de la Tercera División: 117.º (desde 1965). - Más partidos disputados: Moreno (160), Soriano (148), Íñigo (145).d - Más minutos: Moreno (13.934), Rubén Falcón (11.949), Chechu Dorado (11.945).d - Más goles: Redondo (52), Toledo (37), Latapia (36).d - Más goles en una sola temporada: Javi Peña (25, en la 1997-98).d - Extranjero con más partidos disputados: Toledo (99), Yoha Vásquez (55).d - Expulsado más veces: Bañuelos (7), Sorribas (5).d - Más temporadas en el equipo: Rubén Falcón (7).d Datos referidos a: a Segunda División. b Segunda División B. c Segunda y Segunda División B. d Segunda División, Segunda División B, Copa del Rey, Promoción de ascenso a Segunda y Promoción de permanencia en Segunda B. |

## Palmarés

### Campeonatos nacionales
- Campeonato de España de Aficionados (3): 1981, 1983, 1984.
- Tercera División de España (10): 1955-56 (Grupo V), 1958-59 (Grupo V), 1959-60 (Grupo V), 1960-61 (Grupo V), 1982-83 (Grupo IV), 1995-96 (Grupo XVI), 2006-07 (Grupo XVII), 2013-14 (Grupo XVII), 2015-16 (Grupo XVII), 2016-17 (Grupo XVII).
- Subcampeón del Campeonato de España de Aficionados (1): 1974.
- Subcampeón de la Segunda División B de España (3): 1984-85 (Grupo I), 1987-88 (Grupo II), 1999-00 (Grupo II).
- Subcampeón de la Tercera División de España (7): 1957-58 (Grupo V), 1966-67 (Grupo V), 1967-68 (Grupo V), 1977-78 (Grupo II), 1993-94 (Grupo XVI), 2008-09 (Grupo XVII), 2010-11 (Grupo XVII).

### Campeonatos regionales
- Copa RFEF (fase regional de Aragón) (9): 1998-99, 2000-01, 2003-04, 2006-07, 2007-08, 2008-09, 2010-11, 2012-13, 2013-14.
- Regional Preferente de Aragón (2): 1970-71, 1975-76.
- Primera Regional de Aragón (1): 1951-52 (Grupo II).
- Subcampeón de la Copa RFEF (fase regional de Aragón) (5): 1997-98, 2004-05, 2005-06, 2014-15, 2018-19.
- Subcampeón de la Regional Preferente de Aragón (1): 1973-74.
- Subcampeón de la Primera Regional de Aragón (2): 1949-50 (Grupo I), 1950-51 (Grupo I).

### Trofeos amistosos
- Trofeo Villa de Gracia: (1) 1999.
- Memorial Pedro Sancho (1): 2017.
- Memorial Pablo Ibáñez (1): 2021.